# Чемпионат СССР по водно-моторному спорту 1984
Чемпионат СССР по водно-моторному спорту 1984 года прошёл в два этапа. Первый этап прошёл в начале сезона, второй — в конце сентября. Оба этапа состоялись на Чернореченском водохранилище Грозного. На первом этапе, в котором участвовали мотолодки классов SB-350, SC-500 и скутера классов ОА-250, ОВ-350, ОС-500 состязались 79 спортсменов. Во время второго этапа пять участников чемпионата смогли сделать «золотой дубль» — стать чемпионами страны в двух дисциплинах.

## Медалисты
Для каждого участника указана сумма скоростей трёх лучших гонок, а в скобках — наивысшая скорость.

### 1-й этап
| Класс     | Золото                                   | Серебро                                | Бронза                                   |
| Мотолодки | Мотолодки                                | Мотолодки                              | Мотолодки                                |
| --------- | ---------------------------------------- | -------------------------------------- | ---------------------------------------- |
| SB-350    | С. Кунгуров 224,39 км/ч (75,47 км/ч)     | А. Бакшис 223,95 км/ч (75,20 км/ч)     | Валерий Усолкин 218,11 км/ч (73,67 км/ч) |
| ЅС-500    | А. Гомжин 216,12 км/ч (73,07 км/ч)       | А. Овчинников 213,00 км/ч (71,73 км/ч) | М. Зайчиков 209,05 км/ч (70,31 км/ч)     |
| Скутера   |                                          |                                        |                                          |
| ОА-250    | Н. Пывват 262,8 км/ч (89,79 км/ч)        | А. Сайковский 260,21 км/ч (88,91 км/ч) | С. Ковалёв 246,77 км/ч (95,90 км/ч)      |
| ОВ-350    | И. Герасименко 300,02 км/ч (101,14 км/ч) | С. Жиров 298,8 км/ч (100,58 км/ч)      | Д. Джуренко 297,33 км/ч (99,27 км/ч)     |
| ОС-500    | Алексей Ишутин 315,53 км/ч (106,73 км/ч) | В. Харченко 315,29 км/ч (106,11 км/ч)  | С. Атаманов 309,43 км/ч (103,97 км/ч)    |

### 2-й этап

#### Серия 4×5 миль
| Класс                        | Золото                                                   | Серебро                                                | Бронза                                                  |
| Глиссеры                     | Глиссеры                                                 | Глиссеры                                               | Глиссеры                                                |
| ---------------------------- | -------------------------------------------------------- | ------------------------------------------------------ | ------------------------------------------------------- |
| R1                           | X. Виссор (Эстонская ССР) 303,37 км/ч (104,28 км/ч)      | С. Манукян (Армянская ССР) 272,60 км/ч (92,79 км/ч)    | В. Крутов (Барнаул) 267,24 км/ч (89,52 км/ч)            |
| R2                           | А. Шлапикас (Литовская ССР) 325,42 км/ч (109,15 км/ч)    | В. Зайцев (Воронеж) 318,09 км/ч (108,17 км/ч)          | С. Новиков (Ленинград) 300,46 км/ч (104,28 км/ч)        |
| R4                           | Б. Макнаускас (Литовская ССР) 324,65 км/ч (114,05 км/ч)  | В. Каширин (Воронеж) 321,37 км/ч (109,39 км/ч)         | B. Цыбульник (Украинская ССР) 318,25 км/ч (108,33 км/ч) |
| Скутера с гоночными моторами |                                                          |                                                        |                                                         |
| ОА-250                       | А. Сайковский (Ленинград) 562,03 км/ч (103,75 км/ч)      | C. Ковалёв (Украинская ССР) 550,14 км/ч (96,37 км/ч)   | Н. Пывват (Эстонская ССР) 545,66 км/ч (104,35 км/ч)     |
| ОВ-350                       | Д. Джуренко (Ленинград) 637,69 км/ч (112,71 км/ч)        | И. Чермашенцев (Ногинск) 635,52 км/ч (114,41 км/ч)     | И. Герасименко (Киев) 623,67 км/ч (113,87 км/ч)         |
| ОС-500                       | Алексей Ишутин (Ленинград) 700,11 км/ч (124,22 км/ч)     | В. Харченко (Украинская ССР) 674,44 км/ч (121,61 км/ч) | Б. Клюшников (Ленинград) 670,12 км/ч (122,54 км/ч)      |
| Скутера национального класса |                                                          |                                                        |                                                         |
| OBN-350                      | В. Сакавичус (Литовская ССР) 292,68 км/ч (98,26 км/ч)    | В. Варзарь (Молдавская ССР) 280,53 км/ч (97,34 км/ч)   | Н. Грунин (Ульяновск) 269,58 км/ч (91,61 км/ч)          |
| OCN-500                      | И. Чермашенцев (Ногинск) 316,68 км/ч (109,89 км/ч)       | В. Шумаков (Грозный) 310,37 км/ч (103,90 км/ч)         | Ю. Миткус (Литовская ССР) 290,74 км/ч (101,71 км/ч)     |
| Мотолодки                    |                                                          |                                                        |                                                         |
| SB-350                       | С. Кунгуров (Каменск-Уральский) 476,50 км/ч (84,06 км/ч) | Валерий Усолкин (Тольятти) 470,02 км/ч (84,75 км/ч)    | А. Бакшис (Литовская ССР) 466,71 км/ч (82,06 км/ч)      |
| ЅС-500                       | В. Осипов (Ленинград) 458,17 км/ч (82,77 км/ч)           | А. Гомжин (Челябинск) 457,70 км/ч (78,67 км/ч)         | А. Раудва (Эстонская ССР) 453,41 км/ч (78,93 км/ч)      |

#### 10 миль
| Класс                        | Золото                                  | Серебро                                     | Бронза                                    |
| Глиссеры                     | Глиссеры                                | Глиссеры                                    | Глиссеры                                  |
| ---------------------------- | --------------------------------------- | ------------------------------------------- | ----------------------------------------- |
| R1                           | X. Виссор (Эстонская ССР) 103,68 км/ч   | Р. Цирикидзе (Грузинская ССР) 87,94 км/ч    | С. Чермашенцев (Ногинск) 86,75 км/ч       |
| R2                           | А. Шлапикас (Литовская ССР) 109,77 км/ч | В. Зайцев (Воронеж) 108,17 км/ч             | В. Задубровский (Москва) 102,72 км/ч      |
| R4                           | С. Егорычев (Барнаул) 108,82 км/ч       | В. Цыбульник (Украинская ССР) 108,70 км/ч   | В. Каширин (Воронеж) 107,58 км/ч          |
| Скутера с гоночными моторами |                                         |                                             |                                           |
| ОА-250                       | Н. Пывват (Эстонская ССР) 105,76 км/ч   | А. Сайковский (Ленинград) 100,76 км/ч       | С. Ковалёв (Украинская ССР) 95,86 км/ч    |
| ОВ-350                       | Д. Джуренко (Ленинград) 115,96 км/ч     | И. Герасименко (Украинская ССР) 114,95 км/ч | С. Сабо (Ленинград) 104,09 км/ч           |
| ОС-500                       | А. Чермашенцев (Ногинск) 127,66 км/ч    | А. Берницын (Ленинград) 124,86 км/ч         | Б. Клюшников (Ленинград) 122,69 км/ч      |
| Скутера национального класса |                                         |                                             |                                           |
| OBN-350                      | В. Сакавичус (Литовская ССР) 96,62 км/ч | А. Панов (Эстонская ССР) 86,65 км/ч         | М. Захарченок (Латвийская ССР) 86,35 км/ч |
| OCN-500                      | И. Чермашенцев (Ногинск) 107,97 км/ч    | Е. Степанов (Ульяновск) 98,36 км/ч          | Ю. Ударов (Воронеж) 96,11 км/ч            |
| Мотолодки                    |                                         |                                             |                                           |
| SB-350                       | А. Бакшис (Литовская ССР) 82,39 км/ч    | С. Кунгуров (Каменск-Уральский) 81,35 км/ч  | В. Усолкин (Тольятти) 79,13 км/ч          |
| ЅС-500                       | А. Раудва (Эстонская ССР) 79,95 км/ч    | А. Гомжии (Челябинск) 79,19 км/ч            | Я. Миллере (Латвийская ССР) 79,08 км/ч    |